# پودرومچه
پودرومچه (به بلغاری: Podrumche) یک منطقهٔ مسکونی در بلغارستان است که در شهرستان کروموفگراد واقع شده‌است.